# Manchester City Football Club 1996-1997
Nella stagione 1996-1997 il Manchester City ha partecipato alla First Division, secondo livello del campionato inglese dove giunse 14°. Nella FA Cup e nella Football League Cup venne eliminato rispettivamente al 5º e 2º turno. La stagione vide l'avvicendarsi di 3 allenatori e 1 traghettatore, che furono quasi simbolo della difficile stagione della squadra.

## Team kit
Lo sponsor tecnico fu Umbro.
| Manica sinistra · Manica sinistra · Maglietta · Maglietta · Manica destra · Manica destra · Pantaloncini · Pantaloncini · Calzettoni · Calzettoni |
| Casa |

| Manica sinistra · Manica sinistra · Maglietta · Maglietta · Manica destra · Manica destra · Pantaloncini · Pantaloncini · Calzettoni · Calzettoni |
| Trasferta |

## Rosa
Rosa ufficiale della stagione 
| N. |                             | Ruolo | Calciatore        |
| -- | --------------------------- | ----- | ----------------- |
|    | Galles (bandiera)           | P     | Andy Dibble       |
|    | Galles (bandiera)           | P     | Martyn Margetson  |
|    | Irlanda del Nord (bandiera) | P     | Tommy Wright      |
|    | Germania (bandiera)         | P     | Eike Immel        |
|    | Inghilterra (bandiera)      | D     | Paul Beesley      |
|    | Inghilterra (bandiera)      | D     | Ian Brightwell    |
|    | Inghilterra (bandiera)      | D     | Lee Crooks        |
|    | Inghilterra (bandiera)      | D     | Richard Edghill   |
|    | Inghilterra (bandiera)      | D     | John Foster       |
|    | Inghilterra (bandiera)      | D     | Scott Hiley       |
|    | Inghilterra (bandiera)      | D     | Rae Ingram        |
|    | Inghilterra (bandiera)      | D     | Darren Wassall    |
|    | Galles (bandiera)           | D     | Kit Symons        |
|    | Irlanda (bandiera)          | D     | Alan Kernaghan    |
|    | Germania (bandiera)         | D     | Michael Frontzeck |
|    | Inghilterra (bandiera)      | C     | Peter Beagrie     |
|    | Inghilterra (bandiera)      | C     | Ged Brannan       |
|    | Inghilterra (bandiera)      | C     | Michael Brown     |

| N. |                             | Ruolo | Calciatore           |  |
| -- | --------------------------- | ----- | -------------------- |  |
|    | Inghilterra (bandiera)      | C     | Neil Heaney          |  |
|    | Inghilterra (bandiera)      | C     | Martin Phillips      |  |
|    | Inghilterra (bandiera)      | C     | Simon Rodger         |  |
|    | Inghilterra (bandiera)      | C     | Nicky Summerbee      |  |
|    | Irlanda del Nord (bandiera) | C     | Kevin Horlock        |  |
|    | Irlanda del Nord (bandiera) | C     | Steve Lomas          |  |
|    | Irlanda del Nord (bandiera) | C     | Jeff Whitley         |  |
|    | Irlanda (bandiera)          | C     | Eddie McGoldrick     |  |
|    | Georgia (bandiera)          | C     | Giorgi Kinkladze     |  |
|    | Inghilterra (bandiera)      | A     | Dalian Atkinson      |  |
|    | Inghilterra (bandiera)      | A     | Nigel Clough         |  |
|    | Inghilterra (bandiera)      | A     | Chris Greenacre      |  |
|    | Scozia (bandiera)           | A     | Gerry Creaney        |  |
|    | Scozia (bandiera)           | A     | Paul Dickov          |  |
|    | Irlanda (bandiera)          | A     | Niall Quinn          |  |
|    | Germania (bandiera)         | A     | Uwe Rösler           |  |
|    | Georgia (bandiera)          | A     | Mikhail Kavelashvili |  |